# Matanza de San Fernando
A chamada Matanza de San Fernando ocorreu em 21 de dezembro de 1868, na véspera da Batalha de Lomas Valentinas, durante a Campanha do Piquissiri na Guerra do Paraguai. O episódio envolveu a execução de centenas de prisioneiros, acusados de conspirar contra Solano López, que ordenou as execuções. Entre os mortos estava seu próprio irmão, Benigno López.

## O massacre
Lopez abandona Humaitá com suas tropas em março de 1868 e acampam em San Fernando onde fica sabendo que muitos funcionários de seu governo tramavam traí-lo e negociar a paz com os aliados, incluindo seu irmão Benigno López, e por isso forma um conselho de guerra para julgar os conspiradores, onde centenas são executados. Para a tarefa, López envia o Coronel Hilário Marcó em 21 de dezembro de 1868. Dentre os mortos estão: José Berges e Gumersindo Benítez, ex-ministros de Relações Exteriores, o general José Maria Bruquez, o general Vicente Barrios, ex-ministro de Guerra e Marinha e cunhado de López, o coronel Manuel Núñez, o coronel Paulino Alén Benítez, o sargento-mor Vicente Mora, o bispo do Paraguai Manuel Antônio Palacios, o deão Eugenio Bogado, o presbítero Vicente Bazán, o sacerdote Juan Bautista Zalduondo, Carlos Riveros, Saturnino Bedoya, também cunhado de Lopez, Gaspar López, Juliana Insfrán de Martínez, esposa do Coronel Francisco Martínez, defensor de Humaitá, fuzilada pelas costas como "traidora a la patria y al Supremo Gobierno", Dolores Recalde, María de Jesús Egusquiza Quevedo, o cônsul português José María Leite Pereira, o dirigente do Partido Blanco uruguaio Antonio de Las Carreras, o ex-secretário da Legação uruguaia Francisco Rodríguez Larrata, o capitão italiano Simón Fidanza, dentre muitos outros.